# César-díjak 2022

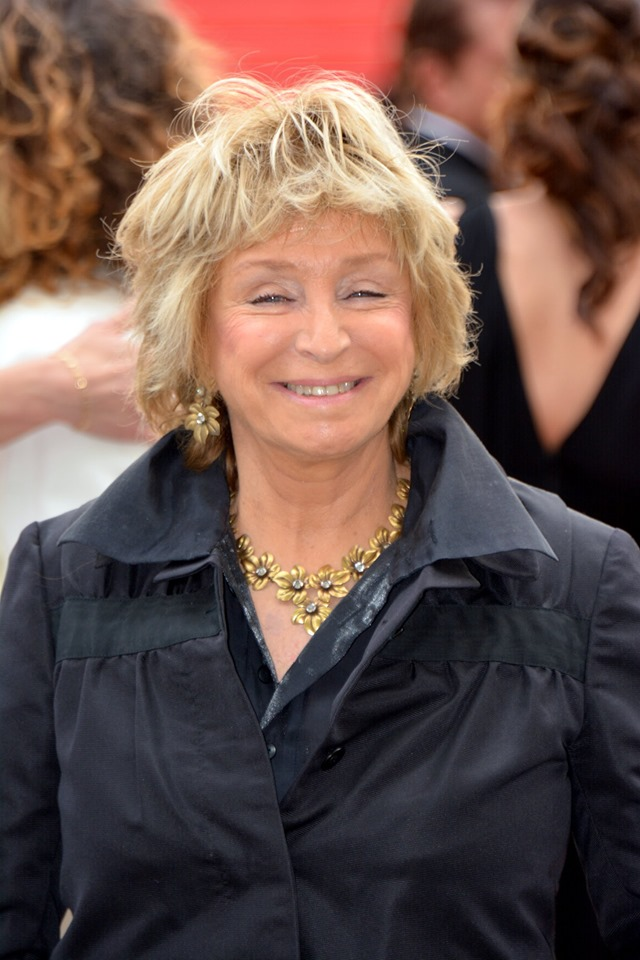
Danièle Thompson, a gála elnöke

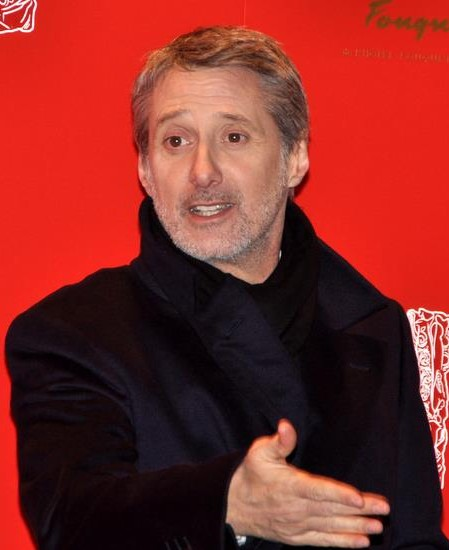
Antoine de Caunes, a gála házigazdája

A 47. César-díj átadóünnepségre, amelyen a 2021-ben forgalomba hozott, s a francia filmes szakma képviselői által legjobbnak ítélt francia alkotásokat részesítették elismerésben, 2022. február 25-én került sor a párizsi Olympia előadóteremben. Az ünnepség elnökének Danièle Thompson forgatókönyvíró, filmrendezőt, ceremóniamesterének pedig – immár tizedik alkalommal – Antoine de Caunes francia műsorvezetőt, színészt kérték fel.

## Jelölések és díjak
A díjra jelölt filmek, alkotók és szereplők végleges listáját az AATC 4363 állandó, és mintegy 200 pártoló tagja állította össze egy első körös szavazással 351 alkotásból (ebből 171 volt választható a legjobb film, 231 a legjobb külföldi film és 48 a legjobb rövidfilm kategóriában), valamint 2217 személyből. A bejelentést a korábbi évekhez hasonlóan a párizsi Fouquet's étteremben tartandó sajtótájékoztatón tervezték, de a Covid19-pandémia miatt azt végül is online formában tették meg 2022. január 26-án.
2022-ben két új kategóriában osztottak ki díjat: az 1991 óta szüneteltetett dokumentum rövidfilm, illetve az újonnan alapított legjobb vizuális effektusok kategóriában. Az előbbiben négy jelölt közül választották ki a nyertest, míg az utóbbiban ötből.
A fentieknek megfelelően 24 kategóriákban osztottak Césart, továbbá két különdíjat is odaítéltek: a középiskolások César-díját, valamint egy tiszteletbeli Césart, mely utóbbit ez évben  Cate Blanchett ausztrál színésznő, filmproducer vehetett át.
A legtöbb jelölést, összesen tizenötöt Xavier Giannoli Balzac-regény adaptációja, az Elveszett illúziók kapta. Nagy várakozás előzte meg Leos Carax Annette című drámai musicaljét, a Sparks együttes zenéjével és szereplésével, valamint Valérie Lemercier Aline – A szerelem hangja című zenés drámáját, melyet Céline Dion élete ihletet; az előbbi tizenegy, az utóbbi tíz jelölést kapott. Az Elveszett illúziók beváltotta a reményeket: hét Césart vitt el, köztük a legjobb alkotás, a legjobb adaptáció, a legjobb operatőri munka, a legjobb díszlet és a jelmez díját. Az Annette öt díjat söpört be: Carax lett a legjobb rendező, a legjobb filmzenéért pedig a Sparks alapító tagjai, Ron Mael és Russell Mael vehetett át trófeát. Az Aline csupán egyetlen Césart kapott, azt maga a rendező vehette át főszereplő színésznőként. A César-díj a legjobb színész az Amíg lehet főszereplője, Benoît Magimel lett. Külön érdekessége volt a díjátadónak, hogy a legjobb mellékszereplő színésznő díját egy amatőr szereplő, a kórházakról és a  „sárga mellényesek” Franciaországáról szóló Intenzív találkozásokban saját szerepét játszó bábaasszony, Aïssatou Diallo Sagna. „Ez a César a miénk, ápolóké! Ez a mi elismerésünk." – jelentette ki a bronz szobrocska átvétele után. A legjobb külföldi film díját Florian Zeller vehette át Az apa című, brit-francia koprodukcióban készített filmdrámájáért.
A 47. díjátadó-gála hivatalos plakátja tisztelgés a francia filmművészet egyik kincse, a 2021-ben elhunyt Jean-Paul Belmondo előtt. A falragaszon Jean-Luc Godard 1965-ös filmje, a Bolond Pierrot egy jelentének három pillanatfelvétele látható a művésszel és partnerével, Anna Karinával. A gálán a színészóriás filmjeiből készült montázzsal emlékeztek rá. Megindító volt Xavier Dolan rendező érzelemmel telített emlékbeszéde a gála előtt egy hónappal síbalesetben meghalt 37 éves színészbarátról, Gaspard Ullielről.
| Díjak                            | Jelöltek |
| -------------------------------- | --- |
| Legjobb film                     | - Elveszett illúziók (Illusions perdues), rendezte: Xavier Giannoli - Aline – A szerelem hangja (Aline), rendezte: Valérie Lemercier - Annette, rendezte: Leos Carax - Esemény (L’événement), rendezte: Audrey Diwan - Intenzív találkozások (La fracture), rendezte: Catherine Corsini - Marseille északi része (BAC Nord), rendezte: Cédric Jimenez - Onoda, 10 000 nuits dans la jungle, rendezte: Arthur Harari                                       |
| Legjobb rendező                  | - Leos Carax – Annette - Valérie Lemercier – Aline – A szerelem hangja (Aline) - Audrey Diwan – Esemény (L’événement) - Julia Ducournau – Titán (Titane) - Xavier Giannoli – Elveszett illúziók (Illusions perdues) - Arthur Harari – Onoda, 10 000 nuits dans la jungle - Cédric Jimenez – Marseille északi része (BAC Nord) |
| Legjobb színésznő                | - Valérie Lemercier – Aline – A szerelem hangja (Aline) - Leïla Bekhti – Nyughatatlanok (Les intranquilles) - Valeria Bruni Tedeschi – Intenzív találkozások (La fracture) - Laure Calamy – Egy világi nő (Une femme du monde) - Virginie Efira – Benedetta - Vicky Krieps – Serre moi fort - Léa Seydoux – France |
| Legjobb színész                  | - Benoît Magimel – Amíg lehet (De son vivant) - Damien Bonnard – Nyughatatlanok (Les intranquilles) - Adam Driver – Annette - Gilles Lellouche – Marseille északi része (BAC Nord) - Vincent Macaigne – Orvos a sötétben (Médecin de nuit) - Pio Marmaï – Intenzív találkozások (La fracture) - Pierre Niney – Feketedoboz (Boîte noire) |
| Legjobb mellékszereplő színésznő | - Aissatou Diallo Sagna – Intenzív találkozások (La fracture) - Jeanne Balibar – Elveszett illúziók (Illusions perdues) - Cécile de France – Elveszett illúziók (Illusions perdues) - Adèle Exarchopoulos – Rágószerv (Mandibules) - Danielle Fichaud – Aline – A szerelem hangja (Aline) |
| Legjobb mellékszereplő színész   | - Vincent Lacoste – Elveszett illúziók (Illusions perdues) - François Civil – Marseille északi része (BAC Nord) - Xavier Dolan – Elveszett illúziók (Illusions perdues) - Karim Leklou – Marseille északi része (BAC Nord) - Sylvain Marcel – Aline – A szerelem hangja (Aline) |
| Legígéretesebb fiatal színésznő  | - Anamaria Vartolomei – Esemény (L’événement) - Noée Abita – Szlalom (Slalom) - Salomé Dewaels – Elveszett illúziók (Illusions perdues) - Agathe Rousselle – Titán (Titane) - Lucie Zhang – Ahol a nap felkel Párizsban (Les Olympiades) |
| Legígéretesebb fiatal színész    | - Benjamin Voisin – Elveszett illúziók (Illusions perdues) - Sandor Funtek – Supremes: A párizsi gettóból (Suprêmes) - Sami Outalbali – A szerelem és vágy meséje (Une histoire d’amour et de désir) - Thimotée Robart – A rádió kora (Les magnétiques) - Makita Samba – Ahol a nap felkel Párizsban (Les Olympiades) |
| Legjobb operatőr                 | - Christophe Beaucarne – Elveszett illúziók (Illusions perdues) - Caroline Champetier – Annette - Paul Guilhaume – Ahol a nap felkel Párizsban (Les Olympiades) - Tom Harari – Onoda, 10 000 nuits dans la jungle - Ruben Impens – Titán (Titane) |
| Legjobb vágás                    | - Nelly Quettier – Annette - Frédéric Baillehaiche – Intenzív találkozások (La fracture) - Simon Jacquet – Marseille északi része (BAC Nord) - Valentin Féron – Feketedoboz (Boîte noire) - Cyril Nakache – Elveszett illúziók (Illusions perdues) |
| Legjobb eredeti forgatókönyv     | - Arthur Harari, Vincent Poymiro – Onoda, 10 000 nuits dans la jungle - Valérie Lemercier, Brigitte Buc – Aline – A szerelem hangja (Aline) - Leos Carax, Ron Mael, Russell Mael – Annette - Yann Gozlan, Simon Moutaïrou, Nicolas Bouvet-Levrard – Feketedoboz (Boîte noire) - Catherine Corsini, Laurette Polmanss, Agnès Feuvre – Intenzív találkozások (La fracture)                                                                                  |
| Legjobb adaptáció                | - Xavier Giannoli, Jacques Fieschi – Elveszett illúziók (Illusions perdues) - Yaël Langmann, Yvan Attal – A vád (Les choses humaines) - Audrey Diwan, Marcia Romano – Esemény (L’événement) - Céline Sciamma, Léa Mysius, Jacques Audiard – Ahol a nap felkel Párizsban (Les Olympiades) - Mathieu Amalric – Serre moi fort |
| Legjobb filmzene                 | - Ron Mael, Russell Mael (Sparks) – Annette - Guillaume Roussel – Marseille északi része (BAC Nord) - Philippe Rombi – Feketedoboz (Boîte noire) - Rone – Ahol a nap felkel Párizsban (Les Olympiades) - Warren Ellis, Nick Cave – La panthère des neiges |
| Legjobb hang                     | - Erwan Kerzanet, Katia Boutin, Maxence Dussère, Paul Heymans, Thomas Gauder – Annette - Olivier Mauvezin, Arnaud Rolland, Edouard Morin, Daniel Sobrino – Aline – A szerelem hangja (Aline) - Nicolas Provost, Nicolas Bouvet-Levrard, Marc Doisne – Feketedoboz (Boîte noire) - François Musy, Renaud Musy, Didier Lozahic – Elveszett illúziók (Illusions perdues) - Mathieu Descamps, Pierre Bariaud, Samuel Aïchoun – A rádió kora (Les magnétiques) |
| Legjobb díszlet                  | - Riton Dupire-Clément – Elveszett illúziók (Illusions perdues) - Emmanuelle Duplay – Aline – A szerelem hangja (Aline) - Florian Sanson – Annette - Bertrand Seitz – Szabadság, egyenlőség, ínyencség (Délicieux) - Stéphane Taillasson – Eiffel |
| Legjobb jelmez                   | - Pierre-Jean Larroque – Elveszett illúziók (Illusions perdues) - Pascaline Chavanne – Annette - Thierry Delettre – Eiffel - Madeline Fontaine – Szabadság, egyenlőség, ínyencség (Délicieux) - Catherine Leterrier – Aline – A szerelem hangja (Aline) |
| legjobb vizuális effektusok      | - Guillaume Pondard – Annette - Olivier Cauwet – Eiffel - Arnaud Fouquet, Julien Meesters – Elveszett illúziók (Illusions perdues) - Sébastien Rame – Aline – A szerelem hangja (Aline) - Martial Vallanchon – Titán (Titane) |
| Legjobb elsőfilm                 | - A rádió kora (Les magnétiques), rendezte: Vincent Maël Cardona - Gagarin (Gagarine), rendezte: Fanny Liatard, Jérémy Trouilh - La panthère des neiges, rendezte: Marie Amiguet, Vincent Munier - Sáskaraj (La nuée), rendezte: Just Philippot - Szlalom (Slalom), rendezte: Charlène Favier |
| Legjobb dokumentumfilm           | - La panthère des neiges, rendezte: Marie Amiguet, Vincent Munier - A gáláns Indiák (Indes galantes), rendezte: Philippe Béziat - Animal, rendezte: Cyril Dion - Bigger Than Us, rendezte: Flore Vasseur - Debout Les Femmes !, rendezte: Gilles Perret, François Ruffin |
| Legjobb animációs film           | - Az istenek hegycsúcsa (Le sommet des Dieux), rendezte: Patrick Imbert - Az átkelés (La traversée), rendezte: Florence Miailhe - Az egér legjobb barátja (I mysi patrí do nebe), rendezte: Denisa Grimmová, Jan Bubenicek |
| Legjobb rövidfilm                | - Les mauvais garçons, rendezte: Elie Girard - L’âge tendre, rendezte: Julien Gaspar-Oliveri - Le départ, rendezte: Saïd Hamich Benlarbi - Des gens bien, rendezte: Maxime Roy - Soldat noir, rendezte: Jimmy Laporal-Trésor |
| legjobb dokumentum rövidfilm     | - Maalbeek, rendezte: Ismaël Joffroy Chandoutis - America, rendezte: Giacomo Abbruzzese - La fin des rois, rendezte: Rémi Brachet - Les antilopes, rendezte: Maxime Martinot |
| legjobb animációs rövidfilm      | - Folie douce, folie dure, rendezte: Marine Laclotte - Empty Places, rendezte: Geoffroy De Crécy - Le monde en soi, rendezte: Sandrine Stoïanov, Jean-Charles Finck - Précieux, rendezte: Paul Mas |
| Legjobb külföldi film            | - Az apa (The Father), rendezte: Florian Zeller GBR FRA - A világ legrosszabb embere (Verdens verste menneske), rendezte: Joachim Trier NOR FRA SWE DEN - First Cow, rendezte: Kelly Reichardt USA - Hytti nro 6, rendezte: Juho Kuosmanen FIN RUS EST GER - Metri shesh va nim, rendezte: Saeed Roustayi IRN - Párhuzamos anyák (Madres paralelas), rendezte: Pedro Almodóvar ESP - Vezess helyettem (Doraibu mai kâ), rendezte: Hamagucsi Rjúszuke JPN  |
| A középiskolások César-díja      | - Marseille északi része (BAC Nord), rendezte: Cédric Jimenez - Aline – A szerelem hangja (Aline), rendezte: Valérie Lemercier - Annette, rendezte: Leos Carax - Elveszett illúziók (Illusions perdues), rendezte: Xavier Giannoli - Esemény (L’événement), rendezte: Audrey Diwan - Intenzív találkozások (La fracture), rendezte: Catherine Corsini - Onoda, 10 000 nuits dans la Jungle, rendezte: Arthur Harari                                       |
| Tiszteletbeli César              | Cate Blanchett |

## Többszörös jelölések és elismerések
A statisztikában a különdíjak nem lettek figyelembe véve.
| Jelölés | Díj | Magyar cím                       | Eredeti cím                        |
| ------- | --- | -------------------------------- | ---------------------------------- |
| 15      | 7   | Elveszett illúziók               | Illusions perdues                  |
| 11      | 5   | Annette                          | Annette                            |
| 10      | 1   | Aline – A szerelem hangja        | Aline                              |
| 7       | 1   | Marseille északi része           | BAC Nord                           |
| 6       | 1   | Intenzív találkozások            | La fracture                        |
| 5       | 0   | Ahol a nap felkel Párizsban      | Les Olympiades                     |
| 5       | 0   | Feketedoboz                      | Boîte noire                        |
| 4       | 1   | Esemény                          | L’événement                        |
| 4       | 1   | –––                              | Onoda, 10 000 nuits dans la jungle |
| 4       | 0   | Titán                            | Titane                             |
| 3       | 0   | Eiffel                           | Eiffel                             |
| 3       | 1   | A rádió kora                     | Les magnétiques                    |
| 3       | 1   | –––                              | La panthère des neiges             |
| 2       | 0   | Nyughatatlanok                   | Les intranquilles                  |
| 2       | 0   | –––                              | Serre moi fort                     |
| 2       | 0   | Szabadság, egyenlőség, ínyencség | Délicieux                          |
| 2       | 0   | Szlalom                          | Slalom                             |